# Dasysyrphus
Genre
Dasysyrphus est un genre d'insectes diptères brachycères de la famille des syrphidés. 

## Liste d'espèces
Selon Fauna Europaea (5 mars 2023) :
- Dasysyrphus albostriatus
- Dasysyrphus corsicanus
- Dasysyrphus eggeri
- Dasysyrphus friuliensis
- Dasysyrphus hilaris
- Dasysyrphus lenensis
- Dasysyrphus nigricornis
- Dasysyrphus pauxillus
- Dasysyrphus pinastri
- Dasysyrphus postclaviger
- Dasysyrphus tricinctus
- Dasysyrphus venustus

Selon ITIS (25 août 2013) :
- Dasysyrphus amalopis (Osten Sacken, 1875)
- Dasysyrphus creper (Snow, 1895)
- Dasysyrphus intrudens (Osten Sacken, 1877)
- Dasysyrphus limatus (Hine, 1922)
- Dasysyrphus lotus (Williston, 1887)
- Dasysyrphus osburni (Curran, 1925)
- Dasysyrphus pauxillus (Williston, 1887)
- Dasysyrphus pinastri (De Geer, 1776)
- Dasysyrphus reflectipennis (Curran, 1921)
- Dasysyrphus venustus Meigen